# Cryptophyceae
Le criptoficee (Cryptophyceae Fritsch, 1927) sono alghe unicellulari che fanno parte del nanoplancton; sono l'unica classe della divisione Cryptophyta.

## Descrizione
Possiedono due flagelli lunghi all'incirca come la cellula stessa. Al di sotto della membrana esterna vi sono delle placche il cui numero è un importante carattere tassonomico.
I pigmenti fotosintetici che contengono sono: clorofilla a, c2, ficobiline, ficoeritrina, ficocianina.
In acqua dolce si trovano i generi Cryptomonas e Rhodomonas.